# Article 3 du code civil français
L'article 3 du code civil français est relatif à l'application de la loi dans l'espace. Cet article est censé donner une réponse à la difficile question : Est-ce la loi française que l'on doit appliquer dans cette situation ?
De manière exceptionnelle, cet article est resté le même depuis sa rédaction d'origine datant du Code civil de 1804.
Cette spécificité peut être expliquée par une rédaction à la fois claire et extensible qui permet les évolutions de la jurisprudence mais aussi par une préférence très nette pour l'application du droit français au lieu des autres droits nationaux ; ce qui permet l'application par le juge français du droit qu'il connait le plus, le sien.

## Rédaction et application

### La lettre de l'article 3: une rédaction assez simple
L'article 3 du code civil prescrit que :
« Les lois de police et de sûreté obligent tous ceux qui habitent sur le territoire.
Les immeubles, même ceux possédés par des étrangers, sont régis par la loi française.
Les lois concernant l'état et la capacité des personnes régissent les Français, même résidant en pays étranger. »
— Article 3 du code civil
À première vue cette rédaction laisse peu d'ambiguïté.
Les concepts de loi de police et de sûreté, d'immeuble, de territoire… sont des critères classiques du droit romano-germanique et donc du droit français.
La notion la plus claire est celle d'immeuble qui est très précisément définie dans les articles 517 à 523 du code civil.
Cependant ces concepts, certes classiques, prennent toute leur importance ici, où l'application ou non de la loi française est en jeu.

### L'article 3: un article fondamental du droit international privé français
L'article 3 est le siège des principales règles de droit international privé français. Il permet dans les domaines les plus sensibles d'appliquer le droit français.
Cependant, son application n'est pas sans difficulté. La lettre de l'article n'énonce que des règles dans certains cas conceptuels. Mais il est difficile de délimiter les concepts certes classiques, de « loi de police et de sûreté » et d'« immeubles » par exemple. De plus se pose la question de l'office du juge. Dans quels cas, doit-il suppléer les parties et même contre leur avis appliquer une loi autre, et laquelle ?
Une étude thématique s'impose donc. Trois questions différentes peuvent être considérées dans ce texte : les lois de police et de sureté (l'on parle aujourd'hui plus volontiers de lois de police seulement), le droit applicable aux immeubles situés sur le territoire français (ou lex rei sitae : loi du lieu où est située la chose littéralement), et lois régissant l'état et la capacité des Français.

## Les lois de police françaises
La notion de loi de police est un concept relativement courant dans le monde juridique. Celui-ci permet de créer une catégorie spécifique de lois importantes qui sont appliquées de manière extensive. Le contenu de ces lois est difficile à définir.
Ni la loi française, ni la jurisprudence ne tranchent la question. Il n'existe pas de définition légale dans l'ordre juridique interne.
La seule véritable définition juridique de la notion de loi de police est posée par la Cour de justice des Communautés européennes (CJCE). Le juge et le législateur français préférant une approche casuistique de la question.
Avant tout, il faut rappeler l'impact important des décisions de la CJCE sur l'ordre interne. Il n'est donc pas exclu que cette définition soit reprise par le juge national dans quelques années.
La définition de la CJCE posée dans un arrêt en date du 23 novembre 1999 est la suivante : 

« constitue, au sens du droit communautaire, une loi de police la disposition nationale dont l'observation est jugée cruciale pour la sauvegarde de l'organisation politique, sociale ou économique de l'État au point d'en imposer le respect à toute personne se trouvant sur le territoire ou localisée dans celui-ci »

— CJCE, 23 novembre 1999, affaire C-369/96, arrêt Arblade
Cependant, l'application par le juge de la notion de loi de police et de sureté ne semble pas être faite au hasard. Il s'agit de quelques domaines épars reconnus par la jurisprudence ou au cas par cas que les spécialistes regroupent. Ces domaines sont considérés particulièrement importants et empêchent l'application d'une autre loi. On peut remarquer qu'il n'y a que peu de points communs entre ces domaines et que rien n'empêche une nouvelle catégorie d'y entrer.
Ces domaines sont les suivants : l'assistance à l'enfance, les funérailles, la représentation des salariés, la propriété littéraire et artistique, la monnaie, les obligations du mariage, la protection du consommateur...

### Définitions doctrinales
Cependant, la doctrine ne peut laisser un tel vide théorique et propose quelques définitions.
Le professeur Ph. Francescakis a proposé une définition parfaitement conforme à la définition communautaire précitée - de fait, la CJCE a repris cette définition de Phocion Francescakis : « lois dont l'observation est nécessaire pour la sauvegarde de l'organisation politique, sociale ou économique ».
Certains auteurs préfèrent qualifier les lois de police en règles d'application immédiate. En effet, le lexique des termes juridiques fait un renvoi de l'un vers l'autre. Toutefois, d'autres auteurs considèrent qu'il existe une distinction.
Ainsi, le Vocabulaire juridique dirigé par Cornu définit les secondes de la sorte : « Expression désignant les lois dont l'application, dans les rapports internationaux, serait commandée par leur contenu sans considération des règles de conflit. La règle de conflit (de lois) est une règle, législative ou jurisprudentielle qui, tenant compte des liens qu'une situation présente avec plusieurs systèmes juridiques, prescrit l'application à cette situation, ou à tel ou tel de ses éléments, d'un de ces systèmes, de préférence aux autres. ».
Cette brève définition n'est pas des plus heureuses, tous les internationalistes en conviennent.

## Règle de conflit de loi

### L'unilatéralisme « pur »
L'unilatéralisme. La règle de conflit de lois est, en principe, bilatérale, c'est-à-dire que le juge français s'interroge sur les points (ou critères) de rattachement de la situation, les éléments d'extranéité, et le contenu de la loi étrangère. Ainsi, si une convention internationale enjoint au magistrat de déterminer quelle est la loi compétente en matière contractuelle, il devra consulter l'une des règles de conflit de lois contenue dans la Convention de Rome du 19 juin 1980 sur la loi applicable aux obligations contractuelles (entrée en vigueur en 1991 et liant la France, remplacée par le Règlement (CE) no 59/2008 du 17 juin 2008 sur la loi applicable aux obligations contractuelles (Rome I), entré en vigueur le 17 décembre 2009 par le Conseil Européen), et le cas échéant, appliquer d'office la loi étrangère désignée compétente… À moins qu'il n'invoque une loi de police nationale, dont le champ d'application est territorial (v. cependant section suivante) (article 7§2 de la Convention de Rome). Auquel cas l'unilatéralisme prévaudra, la loi de police du for (du juge saisi) sera appliquée (lex fori). H. Batiffol et P. Lagarde soulignent que les magistrats français font une application modérée de cette voie unilatéraliste, qui ouvrirait la porte au nationalisme juridique.

### L'unilatéralisme « à rebours »
L'unilatéralisme à rebours. Comme tout État respectant ses engagements internationaux, la France applique des règles de conflit conventionnelles et respecte le principe de réciprocité. En droit international privé français, pourront donc être prises en considération les lois de police étrangères, à plus forte raison lorsque le droit désigné applicable est celui comportant la loi de police étrangère. Première difficulté : que doit faire le juge en présence de plusieurs lois de police étrangères, venant d'États distincts ? Si ces lois tendent au même résultat (annulation d'un contrat par exemple), leur application cumulative ne causera aucun souci. En revanche, si ces lois mènent à des solutions (radicalement) différentes, les magistrats français auront à choisir la loi de police la plus appropriée. On parle de conflits de lois de police (H. Batiffol et P. Lagarde) ou encore de lois de police concurrentes (P. Mayer et V. Heuzé). Système de solution : l'on peut s'inspirer de l'article 7§1 de la Convention de Rome du 19 juin 1980, posant des garde-fous à une application systématique de la loi de police étrangère. Aux termes de cette disposition, « Lors de l'application, en vertu de la présente Convention, de la loi d'un pays déterminé, il pourra être donné effet aux dispositions impératives de la loi d'un autre pays avec lequel la situation présente un lien étroit, si et dans la mesure où, selon le droit de ce pays ces dispositions sont applicables quelle que soit la loi régissant le contrat  ». Au surplus, l'article 7§1 ajoute que « Pour décider si effet doit être donné à ces dispositions impératives, il sera tenu compte de leur nature et de leur objet ainsi que des conséquences qui découleraient de leur application ou de leur non-application (caractères gras ajoutés) ». Cette disposition a inspiré la Convention de La Haye de 1985 sur les trusts (art. 16 al. 1er) ainsi que celle de 1986 sur la loi applicable aux contrats de vente (art. 17).
On la retrouve à l'article 9 § 3 du Règlement (CE) no 59/2008 du 17 juin 2008 sur la loi applicable aux obligations contractuelles (Rome I), entré en vigueur le 17 décembre 2009, qui dispose : « Pour décider si effet doit être donné à ces lois de police, il est tenu compte de leur nature et de leur objet, ainsi que des conséquences de leur application ou de leur non-application (caractères gras ajoutés) ».
C'est une solution de compromis qui a le mérite de ne pas lier les mains des juges, et de procéder aux vérifications imposées au texte, certes complexes (comment savoir ce qu'une loi de police étrangère produirait en droit français, quant à son application ou à sa non application ? La jurisprudence est très maigre sur le sujet, le débat demeure donc largement prospectif).

## Lalex rei sitae
Bien que le mot latin res (rei/re) signifie « la chose, » l'article 3 ne vise que les immeubles, et non les biens mobiliers corporels autrement dénommés meubles. Néanmoins, dès 1872, la Cour de cassation a appliqué la règle aux meubles. Cet article impose au juge d'appliquer la loi française aux immeubles sis en territoire français, solution remontant à l'Ancien Droit.
Apparemment strictement unilatéraliste, dès lors qu'il n'est question que des immeubles même ceux possédés par des étrangers, devant être soumis à la loi française, l'on pourrait songer que le régime ne vaut qu'en territoire français ; or, la jurisprudence n'en a pas moins bilatéralisé la règle de conflit de lois : tous les biens situés à l'étranger sont, du point de vue du juge français, soumis à la loi de situation du bien, la lex rei sitae. S'agissant des meubles, la question se pose bien évidemment quant à leur réelle situation : encore faut-il qu'ils soient soumis à la compétence territoriale d'un État, mais tel n'est pas le cas des biens transportés hors des zones côtières et économiques exclusives (v. la Convention de Montego Bay de 1982 sur le droit de la mer), pour les marchandises en transit maritime, ou du fret des avions évoluant au-dessus d'espaces internationaux sans souveraineté, entraînant des cas de conflits mobiles.
Autre question difficile : à qui revient-il d'interpréter le contenu de la loi étrangère, et à qui en incombe la preuve ? Sur le premier point, les juges du fond ont une compétence souveraine. Selon l'arrêt du 28 juin 2005 de la chambre commerciale de cour de cassation, il revient au juge de rechercher la loi étrangère applicable (avec l'aide éventuelle des parties), recherche qui constitue une obligation de moyen et non de résultat.

## L'état et la capacité des personnes: droit applicable

### Aspects du droit des incapacités en droit international privé
Le droit des incapacités (incapables mineurs, majeurs protégés : aliénés, faibles d'esprit, sous tutelle, curatelle ou sauvegarde de justice) est naturellement protecteur des ressortissants français, non seulement sur le territoire national, mais encore « elles [les lois protectrices des incapables] le(s) suivent en dehors » de leur pays. La règle est parfaitement bilatéralisable. Cependant, des mesures spéciales, les lois d'application nécessaire, ci-avant dénommées « lois de police », peuvent faire échec à cette faculté. Le droit jurisprudentiel, très discordant d'un État à l'autre, a fait l'objet de synthèses doctrinales ayant permis l'adoption de deux Conventions de La Haye (5 octobre 1961, entrée en vigueur en France en 1972, et 19 octobre 1996, visant à améliorer et remplacer la première). Le sujet déborde ainsi de la présente contribution.

## L'état et la capacité des personnes: nationalité et bilatéralisation

### Un précédent historique
Consciemment ou pas, les rédacteurs du code Napoléon ont forgé le système moderne du statut personnel des Français, comme d'autres citoyens soumis à des codes civils inspirés du premier. Sous l'Ancien Régime, le statut personnel était déterminé par le lieu de résidence de l'intéressé(e). En effet, en visant « les Français, même résidant en pays étranger », le code de 1804 adopte pour critère de rattachement la nationalité, critère moins fluctuant au temps des guerres européennes du XIXe siècle concomitantes aux conquêtes (puis défaites) napoléoniennes.

### Le critère de rattachement contemporain: la nationalité
Ainsi que l'écrivent H. Batiffol et P. Lagarde, « la personne reste la même à travers ses déplacements ». Par ailleurs, chacun a droit à une nationalité (Déclaration universelle des droits de l'homme de 1948, art. 15). En outre, « la nationalité, parce qu'elle est stable, assure la continuité du traitement juridique de la personne mieux qu'un autre rattachement juridique (...) La nationalité, comme l'enregistre l'article 3 alinéa 3, remplace la religion - allégeance l'une et l'autre essentielles et quasi-perpétuelles- ». Cependant, cette approche romano-germanique n'est pas validée par tous les États (anglo-saxons en particulier, davantage rattachés à la loi de la résidence habituelle).

## L'état des personnes en droit international privé français
La règle reproduite plus haut de l'article 3 alinéa 3 du code civil est distributive, elle s'applique donc tant à la capacité qu'à l'état de la personne. Sauf à traiter de l'entier droit international privé de la famille et des personnes, l'accent sera mis ici sur le bilatéralisme de cet alinéa.

### La bilatéralisation de la disposition régissant l'état des personnes
La règle de conflit bilatérale est définie comme suit dans le Vocabulaire juridique du professeur Cornu (op. cit., v° Bilatéral) : « Règle de conflit de lois qui dispose de l'application de la loi du pays où elle est en vigueur aussi bien que de la règle étrangère ». L'on sait qu'initialement, la règle de conflit de lois française de l'article 3 alinéa 3, n'avait aucune prédisposition à être bilatéralisée. Pourtant, dès l'arrêt précité Busqueta de 1814, les magistrats français ont considéré qu'une telle disposition ne pouvait demeurer unilatéraliste, malgré une tendance doctrinale unilatéraliste. De telles études, « souverainistes » (l'on parle plus volontiers de particularisme en droit international privé), ne suscitent pas spécialement l'enthousiasme des magistrats et jurisconsultes, préférant l'application distributive du statut personnel à chaque individu.

### Article 3 et situations particulières de nationalités
Restent les questions, non traitées ici, de la politique d'immigration et d'émigration, des apatrides et réfugiés  (Convention du 28 juillet 1951 relative au statut des réfugiés), etc. Le texte de l'article 3 est bref, cet article l'imite, quitte à le perfectionner.